# Гледбрук (Айова)
Гледбрук (англ. Gladbrook) — місто (англ. city) в США, в окрузі Тама штату Айова. Населення — 799 осіб (2020).

## Географія
Гледбрук розташований за координатами 42°11′10″ пн. ш. 92°42′54″ зх. д. / 42.18611° пн. ш. 92.71500° зх. д. (42.186067, -92.715096).  За даними Бюро перепису населення США в 2010 році місто мало площу 1,80 км², уся площа — суходіл.

## Демографія
Згідно з переписом 2010 року, у місті мешкало 945 осіб у 410 домогосподарствах у складі 251 родини. Густота населення становила 524 особи/км².  Було 467 помешкань (259/км²).
Расовий склад населення:
| - 98,8 % — білих |

До двох чи більше рас належало 0,6 %. Частка іспаномовних становила 1,0 % від усіх жителів.
За віковим діапазоном населення розподілялося таким чином: 20,2 % — особи молодші 18 років, 52,5 % — особи у віці 18—64 років, 27,3 % — особи у віці 65 років та старші. Медіана віку мешканця становила 47,2 року. На 100 осіб жіночої статі у місті припадало 82,8 чоловіків;  на 100 жінок у віці від 18 років та старших — 82,1 чоловіків також старших 18 років.
Середній дохід на одне домашнє господарство  становив 60 537 доларів США (медіана — 60 078), а середній дохід на одну сім'ю — 72 204 долари (медіана — 68 500). За межею бідності перебувало 4,4 % осіб, у тому числі 0,0 % дітей у віці до 18 років та 10,9 % осіб у віці 65 років та старших.
Цивільне працевлаштоване населення становило 385 осіб. Основні галузі зайнятості: виробництво — 23,1 %, освіта, охорона здоров'я та соціальна допомога — 22,6 %, роздрібна торгівля — 10,1 %, науковці, спеціалісти, менеджери — 8,8 %.